# 도둑과 아내
도둑과 아내(Buster)는 영국에서 제작된 데이빗 그린 감독의 1988년 모험, 코미디, 범죄, 드라마, 멜로/로맨스 영화이다. 필 콜린스 등이 주연으로 출연하였고 노마 헤이만 등이 제작에 참여하였다.

## 출연

### 주연
- 필 콜린스
- 줄리 월터스

### 조연
- 래리 램
- 스테파니 로렌스
- 엘리 비븐
- 마이클 애트웰
- 랠프 브라운
- 크리스토퍼 엘리슨
- 쉴라 핸콕
- 마틴 자비스
- 클리브 우드
- 안소니 퀘일
- 마이클 바이른
- 해롤드 이노센트
- 루퍼트 밴시타트
- 존 벤필드
- 존 바라드
- 빈센조 니콜리
- 로저 맥켄
- 빌 루크
- 제임스 도넬리
- 스튜어트 하우드
- 폴린 리틀
- 에반젤리나 소사
- 마틴 라살레
- 로돌포 드 알렉상드르
- 세르지오 칼데론
- 요란더 바즈케즈
- 알바로 카카노
- 스티브 맥파든
- 프랭크 엘리스

## 제작진
- 협력프로듀서: 레드몬드 모리스
- 미술: 시몬 홀랜드
- 의상: 에반젤린 해리슨
- 배역: 데비 맥윌리엄스